# Carlos Reinoso
Carlos Enzo Reinoso Valdenegro (Santiago del Cile, 7 marzo 1946) è un allenatore di calcio ed ex calciatore cileno, di ruolo centrocampista.

## Carriera

### Giocatore
Centrocampista, ha giocato la prima parte della sua carriera da professionista nell'Audax Italiano dal 1962 al 1969 per poi andare al Club América tra il 1970 e il 1979, nella seconda parte. Con questi ultimi ha vinto 2 Primera División (campionato cileno), rispettivamente nel 1971 e nel 1978, una Coppa del Messico nel 1974, una Supercoppa del Messico nel 1976, una CONCACAF Champions League nel 1977 e una Coppa Interamericana sempre nel 1978, per un totale di 6 trofei. Ha smesso di giocare, infine, dopo aver disputato due stagioni con la maglia del  Deportivo Neza.
Vanta inoltre, 34 presenze e 5 gol in 11 anni di carriera nella nazionale di calcio cilena e la partecipazione ai Mondiali 1974.

### Allenatore
Da allenatore ha allenato il Club América per tre volte ed è tuttora l'allenatore dal 2011.

## Palmarès

### Giocatore

#### Competizioni nazionali
- Campionato messicano: 2

América: 1971, 1976
- Coppa del Messico: 1

América: 1974
- Supercoppa del Messico: 1

América: 1974

#### Competizioni internazionali
- CONCACAF Champions' Cup: 1

América: 1977
- Coppa Interamericana: 1

América: 1977

### Allenatore

#### Competizioni nazionali
- Campionato messicano: 1

América: 1984